# Gliese 357
Gliese 357, abbreviata comunemente anche come GJ 357, è una nana rossa visibile nella costellazione dell'Idra. Dista circa 30,8 anni luce dal sistema solare.
Attorno ad essa orbitano tre pianeti extrasolari, scoperti nel 2019.

## Osservazione
Gliese 357 è una stella dell'emisfero australe, ma la sua posizione in prossimità dell'equatore celeste le consente di essere scorta da quasi tutte le regioni della Terra, ad eccezione delle zone più a nord della latitudine 69°N, cioè oltre il circolo polare artico. D'altra parte questa vicinanza all'equatore celeste fa sì che essa sia circumpolare solo nel continente antartico. Essendo di magnitudine +10,9, non è osservabile ad occhio nudo.
Il periodo migliore per la sua osservazione ricade nei mesi primaverili dell'emisfero boreale, che equivale alla stagione autunnale dell'emisfero australe.
La stella possiede un elevato moto proprio, traslando sulla sfera celeste alla velocità di un arcosecondo per anno, con un angolo di posizione di 171,84°.

## Caratteristiche fisiche
Gliese 357 è una nana rossa della sequenza principale di classe spettrale M2.5 V, molto più piccola e meno luminosa del Sole. Possiede infatti una massa pari circa ad un terzo di quella solare, così come anche il suo diametro è circa un terzo di quello solare. La sua luminostà invece è appena l'1,6% di quella solare.
La stella non sembra particolarmente attiva. Non possiede un campo magnetico particolarmente intenso e completa una rotazione in circa 78 giorni.
Il sistema si sta avvicinando al nostro sistema solare, avendo una velocità radiale negativa.

## Sistema planetario

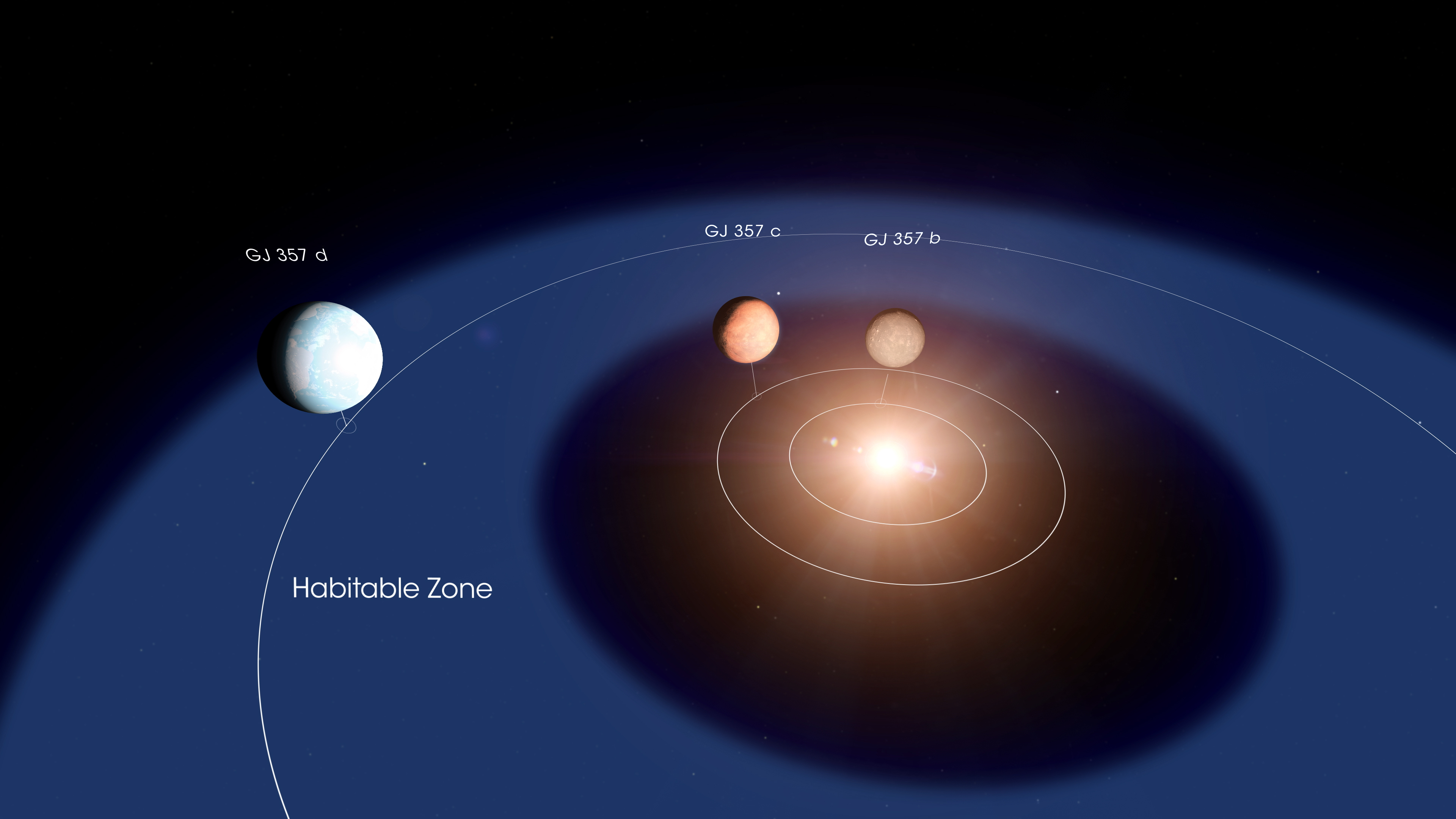
Rappresentazione schematica del sistema di GJ 357, con l'indicazione della posizione dei pianeti rispetto all'estensione teorica della zona abitabile del sistema.

Attorno a Gliese 357 orbitano tre pianeti. Il più vicino alla stella, Gliese 357 b, completa un'orbita in circa quattro giorni, ad una distanza media pari a circa 13 volte quella che separa la Terra dalla Luna. È un pianeta roccioso, con una massa quasi doppia di quella della Terra e diametro pari a 1,2 volte quello terrestre. Ha una densità media confrontabile con quella di Mercurio e una temperatura di equilibrio stimata in 525 K. Il pianeta è stato scoperto nell'aprile del 2019, con il metodo dei transiti, grazie ad osservazioni condotte con il telescopio spaziale statunitense TESS.
Nello stesso anno sono stati scoperti altri due pianeti, Gliese 357 c e d, con il metodo delle velocità radiali, i quali potrebbero risultare non transitanti. Si tratta di due Super Terre con una massa minima stimata in 3 e 6 masse terrestri, che orbitano attorno alla stella in 9 e 56 giorni, rispettivamente. Se la massa di GJ 357 d risultasse infine molto maggiore del valore minimo indicato, il pianeta potrebbe anche essere un mininettuno. Con una temperatura di equilibrio stimata in 219,6 K, Gliese 357 d potrebbe trovarsi nella zona abitabile del sistema, ricevendo dalla stella un'irradiazione luminosa appena inferiore a quella che Marte riceve dal Sole. Viceversa, i pianeti Gliese 357 b e c ricevono 13 e 4 volte, rispettivamente, l'irradiazione che la Terra riceve dal Sole. Conseguentemente, non si ritiene siano adatti ad ospitare vita.
La scoperta dei tre pianeti è stata confermata nel settembre del 2019.

### Prospetto del sistema
Segue un prospetto dei componenti del sistema planetario di Gliese 357, in ordine di distanza dalla stella. o Mininettuno
| Pianeta | Tipo              | Massa            | Raggio           | Densità                 | Periodo orb. | Sem. maggiore | Eccentricità       | Incl. orbita           | Scoperta |
| ------- | ----------------- | ---------------- | ---------------- | ----------------------- | ------------ | ------------- | ------------------ | ---------------------- | -------- |
| b       | Pianeta terrestre | 1,84 ± 0,31 M⊕   | 1,217 ± 0,084 R⊕ | 5,6+1,7 −1,3×10−3 kg/m³ | 3,93 giorni  | 0,033 UA      | 0,047+0,059 −0,047 | 88,496°+0,025° −0,043° | 2019     |
| c       | Super Terra       | > 3,40 ± 0,46 M⊕ | -                | -                       | 9,12 giorni  | 0,061 UA      | -                  | -                      | 2019     |
| d       | Super Terra       | > 6,1 ± 1,0 M⊕   | -                | -                       | 55,66 giorni | 0,204 UA      | -                  | -                      | 2019     |